# Knooppunt De Stok
Het Knooppunt De Stok is een Nederlands verkeersknooppunt voor de aansluiting van de autosnelwegen A17 en A58, nabij Roosendaal.
Dit knooppunt is geopend in 1977. Het is een voorbeeld van een omgekeerd trompetknooppunt.

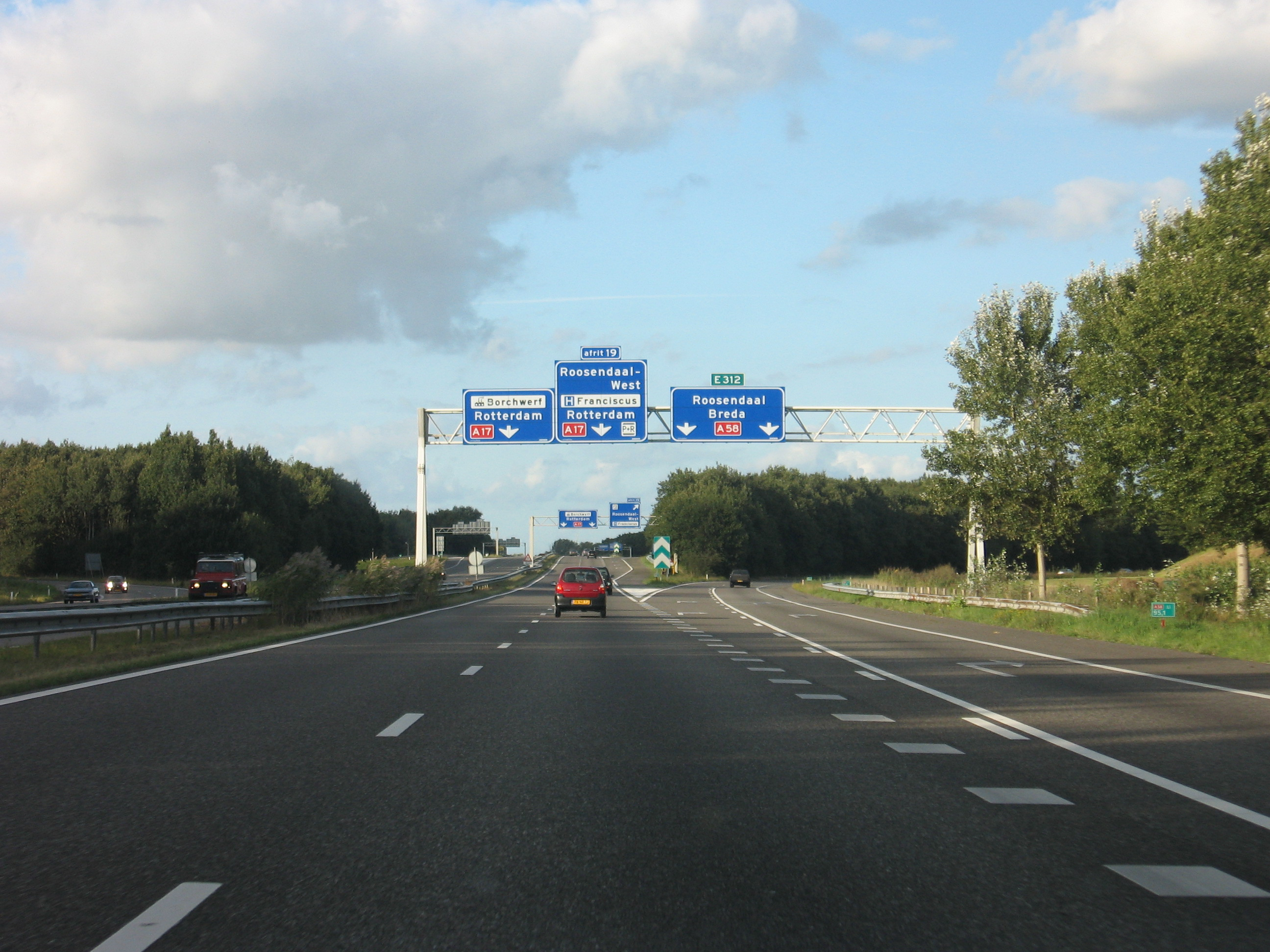
Knooppunt gezien komende vanuit Zeeland
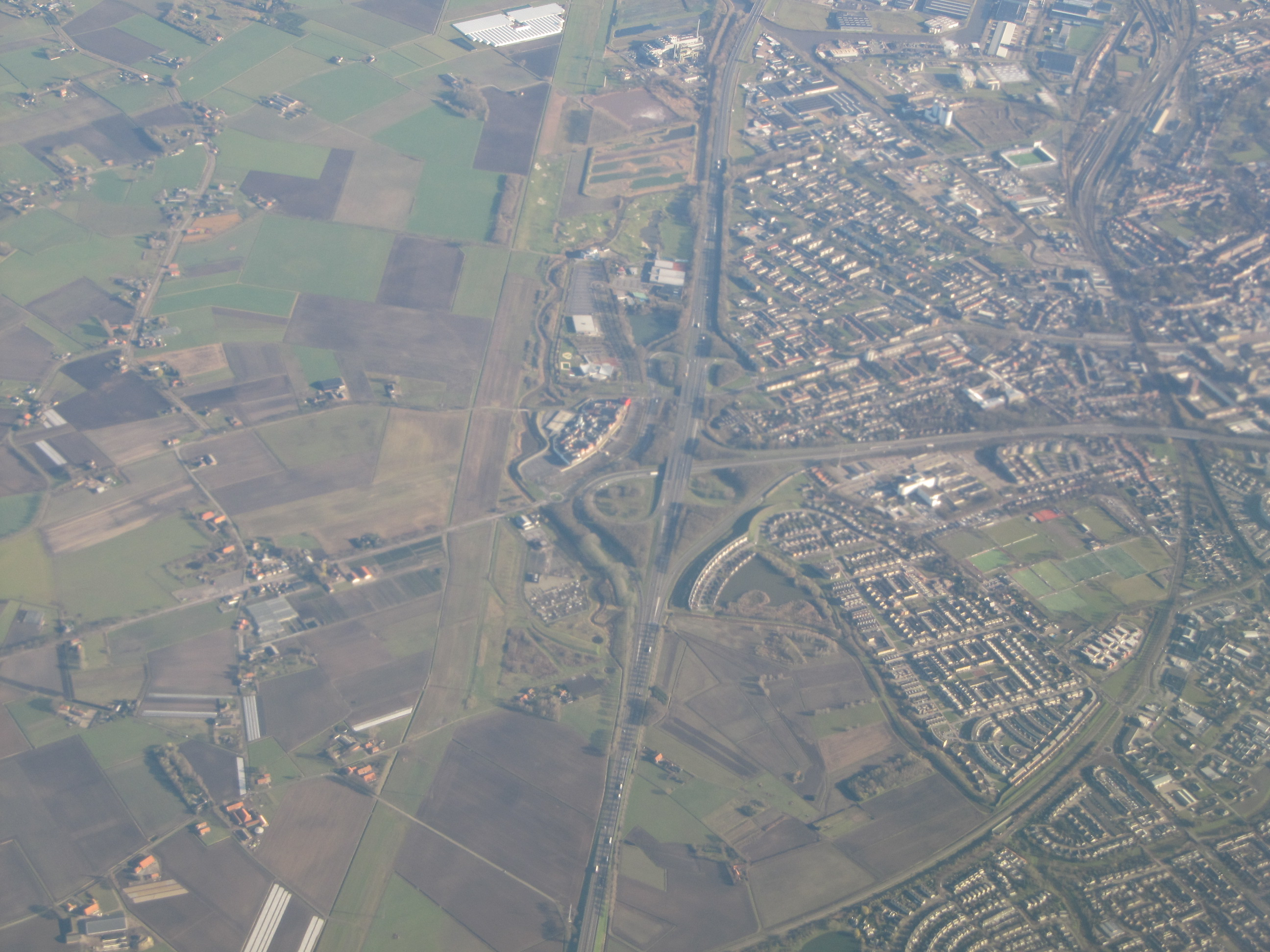
Vanuit de lucht

## Richtingen knooppunt
| Aansluitende wegen                          | Aansluitende wegen                                | Aansluitende wegen | Aansluitende wegen | Aansluitende wegen                                    |
| ------------------------------------------- | ------------------------------------------------- | ------------------ | ------------------ | ----------------------------------------------------- |
|                                             |                                                   |                    |                    | richting Roosendaal-West / Standdaarbuiten / Moerdijk |
|                                             |                                                   |                    |                    |                                                       |
|                                             | richting Roosendaal / Breda / Tilburg / Eindhoven |                    |                    |                                                       |
|                                             |                                                   |                    |                    |                                                       |
| richting Bergen op Zoom / Goes / Vlissingen |                                                   |                    |                    |                                                       |

Almere · Amstel · Arnestein · Assen · Azelo · Badhoevedorp · Bankhoef · Batadorp · Beekbergen · Benelux · Beverwijk · Bodegraven ·  Boterdiep ·  Buren · Burgerveen · Coenplein · De Baars · De Hoek · De Hogt · De Nieuwe Meer · De Poel · De Punt · De Stok · Deil · Diemen · Drachten · Drie Klauwen · Eemnes · Ekkersweijer · Emmeloord · Empel · Euvelgunne · Everdingen · Ewijk · Galder · Gooimeer · Gorinchem · Gouwe · Grijsoord · Hattemerbroek · Heerenveen · Hellegatsplein · Het Vonderen · Hintham · Hoevelaken · Hofvliet · Holendrecht · Holsloot · Hoogeveen · Hooipolder · IJmuiden (niet officieel) · Joure · Julianaplein · Kerensheide · Kethelplein · Klaverpolder · Kleinpolderplein · Kooimeer · Kruisdonk · Kunderberg · Lankhorst · Leenderheide · Lunetten · Maanderbroek · Markiezaat · Muiderberg · Neerbosch · Noordhoek · Ommedijk · Oud-Dijk · Oudenrijn · Paalgraven · Princeville · Prins Clausplein · Raasdorp ·  Reitdiep ·  Ressen · Ridderkerk · Rijkevoort · Rijnsweerd · Rottepolderplein · Rozenburg · Sabina · Sint-Annabosch · Stelleplas · Slufter · Ten Esschen · Terbregseplein · Tiglia · Vaanplein · Valburg · Velperbroek · Velsen · Vlaardingen · Vught · Waterberg · Watergraafsmeer · Werpsterhoek · Westerlee · Ypenburg · Zaandam · Zaarderheiken · Zonzeel · Zoomland · Zuidbroek · Zurich

Geplande knooppunten:
De Liemers · Zestienhoven

Voormalige knooppunten:
Bocholtz · Ekkersrijt · Europaplein (Groningen) · Europaplein (Maastricht) · Lindenholt